# Nikolái Turovérov
Nikolái Nikoláyevich Turovérov transliteración de Никола́й Никола́евич Турове́ров (18 de marzojul./ 30 de marzo de 1899greg. - 23 de septiembre de 1972) fue un poeta y escritor ruso.

## Biografía
Cosaco del Don, nació el 18 de marzo de 1899 en la stanitsa Starocherkásskaya (hoy en la óblast de Rostov), Imperio ruso. A los 17 años de edad, una vez egresado del colegio técnico de Novocherkask, fue aceptado para incorporarse a las filas del Regimiento de Guardia del Atamán (Leyb-Guardia, Atamanskiy Polk). Participó en combates durante la WW-I en frente con Alemania, fue herido cuatro veces y galardonado con distinciones por su actitud y valentía en combates.
En 1917, al desatarse la Guerra Civil Rusa participa en combates en contra de los bolcheviques como comandante de la unidad de ametralladoras en las tropas cosacas bajo el mando de esaul Chernetsov. En año 1920, al término de la Guerra Civil Rusa, Nikolái Turovérov es forzado a emigrar desde la península de Crimea junto a miles de cosacos con destino inicial a la isla de Lemnos. Comparte todas las penurias de la emigración, escasez y un futuro absolutamente incierto en el precario y sobrepoblado campamento de la isla. Posteriormente se traslada al destino habitual de la época para los emigrantes provenientes de Rusia – a Serbia, donde se gana la vida trabajando como leñador y trabajador no calificado en un molinero. En año 1922 Nikolái Turovérov viaja a Francia. Llegando a París, en las noches trabaja como capataz en una empresa de ferrocarriles y durante el día asiste lecciones en la Universidad de Sorbona ("La Sorbonne"). Al poco tiempo es contratado por el Bank Días, una gran institución financiera francesa de la época donde se mantiene trabajando por cerca de 40 años hasta su jubilación.
En año 1928 publica su primer libro con ciclo de poemas - “El Camino”. El tema principal – la estepa, su stanitsa natal, Rusia, los cosacos y su destino. Al mismo tiempo participa activamente en la fundación de la Comunidad Cosaca en Emigración, reúne gran cantidad de material de historia y de literatura, organiza exposiciones de cultura rusa y cosaca. Publica en distintos medios gran cantidad de obras literarias y de historia, participa en la publicación de “El Almanaque Cosaco” y en año 1937 publica su segundo libro – “Poemas”.
Al iniciarse la Segunda Guerra Mundial Turovérov, al igual que muchos otros sus coterráneos cosacos, se incorporó voluntariamente a la Legión Extranjera francesa, en el Primer Regimiento de Caballería y combate en sus filas contra las tropas alemanas en África. Esta época de su vida está reflejada en el siguiente ciclo de sus poemas dedicadas específicamente y reunidas en el libro “La Legión”. Durante la Segunda Guerra Mundial y después de esta, Turovérov escribió numerosas obras literarias, las cuales fueron publicadas en distintos medios europeos, principalmente en Francia en años 1942, 1945 y 1955 respectivamente. En años de posguerra es elegido Presidente de la Comunidad Cosaca de París y se mantiene encabezando esta organización por 11 años. En el mismo periodo Nikolái Turovérov es redactor del periódico “La Unión Cosaca”, es fundador del “Círculo de Escritores y Poetas Cosacos” y del Museo Cosaco en París. En año 1965 fue publicado el último ciclo de sus poemas.
Nikolái Turovérov, talentoso poeta cosaco, combatiente de tres guerras - Primera Guerra Mundial, Guerra Civil Rusa y Segunda Guerra Mundial, falleció en París, en 23 de septiembre de 1972 y su entierro se realizó en el cementerio ortodoxo de Sainte-Genevieve des-Bois, al lado de la tumba de su esposa, Yulia Aleksándrovna y cerca de las tumbas de sus camaradas del Regimiento de Guardia del Atamán – general Kargalski y esaul Kumshatski. 
El legado literario de Turovérov fue reconocido por los escritores, historiadores extranjeros y rusos, Iván Bunin entre otros. En Rusia las obras literarias de Turovérov comienzan a publicarse recién a finales de los años 80, poco antes del desplome del sistema soviético y de la URSS propiamente tal. En año 1989 se publican poemas de Turovérov en revista “Literatura Rusa”; en año 1991 el almanaque “Círculo Cosaco” le dedica su espacio. En año 1999 la Fundación Cultura Rusa publicó un libro dedicado exclusivamente a Turovérov – “Nikolái Turovérov. Años Veinte – adiós, Rusia!”
Actualmente muchas de las poemas de Nikolái Turovérov llegaron a tener su segunda vida en canciones populares rusas y cosacas.
- Datos: Q4466291